# Dom Thomas
Dominic „Dom“ Thomas (* 14. Februar 1996 in Glasgow) ist ein schottischer Fußballspieler, der bei Ayr United unter Vertrag steht.

## Karriere

### Verein
Dom Thomas begann seine Karriere in der Geburtsstadt bei Celtic Glasgow. Während seiner Jugendzeit wechselte er zum FC Motherwell. Am 20. Dezember 2014 gab Thomas für den Verein sein Debüt als Profi in der Partie der Scottish Premiership gegen den FC St. Mirren. Bis zum Ende der Saison 2014/15 kam er unter dem englischen Trainer Ian Baraclough in vierzehn weiteren Spielen zum Einsatz. Mit dem Verein belegte Thomas den vorletzten Platz und musste in der Abstiegs-Relegation gegen die Glasgow Rangers antreten. Zuvor verlängerte Thomas seinen Vertrag bis zum Jahr 2018. In der Relegation setzte sich das Team souverän durch. In der Spielzeit 2015/16 kam er unter dem neuen Trainer Mark McGhee 14-Mal in der Liga zum Einsatz. In der darauffolgenden Saison kam er im ersten halben Jahr nur auf vier Pflichtspiele in der Liga, woraufhin er ab Januar 2017 an den schottischen Zweitligisten Queen of the South verliehen wurde. Während seiner Leihe traf er in 17 Spielen dreimal ins gegnerische Tor. Im Juli 2017 verpflichtete ihn der FC Kilmarnock. Hier kam er im ersten Abschnitt der Saison auf neun Partien, bevor er in der zweiten Halbserie an Queen of the South verliehen wurde. In der Saison 2018/19 war er in die dritte Liga verliehen. Für den FC Dumbarton gelangen ihm in 26 Partien der League One 14 Tore. Zusammen mit Calum Gallagher war er bester Torschütze der Mannschaft. Nach seiner Rückkehr nach Kilmarnock kam er regelmäßiger zum Einsatz.
Im Januar 2025 wechselte Thomas zu Derry City. Ein halbes Jahr später wechselte Thomas zurück nach Schottland zu Ayr United.

### Nationalmannschaft
Dom Thomas spielte im Jahr 2017 sechsmal für die schottische U21-Nationalmannschaft. Sein Debüt gab er am 28. März 2017 gegen Estland. Sein letztes Länderspiel absolvierte er im November desselben Jahres gegen die Ukraine in Perth.